# Franziska Fritz
Franziska Fritz-Glahn (Hildburghausen, 3 de enero de 1991) es una deportista alemana que compitió en bobsleigh en la modalidad doble.
Ganó una medalla de plata en el Campeonato Europeo de Bobsleigh de 2014. Participó en los Juegos Olímpicos de Sochi 2014, ocupando el quinto lugar en la prueba doble.

## Palmarés internacional
| Campeonato Europeo | Campeonato Europeo   | Campeonato Europeo | Campeonato Europeo |
| Año                | Lugar                | Medalla            | Prueba             |
| ------------------ | -------------------- | ------------------ | ------------------ |
| 2014               | Königssee (Alemania) | Medalla de plata   | Doble              |